# Gastronomia de l'Amèrica Central
La gastronomia centreamericana fa referència a l'art culinari dels països de l'Amèrica Central. Sovint s'hi inclouen també els territoris del Carib. La cuina centreamericana és similar en molts aspectes a la cuina mexicana i a la sud-americana.
És una fusió d'influències indígenes, espanyoles, africanes i asiàtiques. La majoria dels països es troben dins de la regió cultural i històrica de Mesoamèrica. Alguns dels seus aliments bàsics, com el blat de moro, els pebrots, la carabassa, els fesols i els tomàquets es van originar i són autòctons de la regió i amb el temps s'han convertit en aliments bàsics d'altres cuines internacionals d'arreu del món.
La seva cuina varia segons les seves zones geogràfiques, així com la seva demografia. A les costes de l'oceà Pacífic dels països d'Amèrica Central, la influència del seu menjar és més aviat una fusió indígena i europea. A la costa del Carib la fusió és més aviat una indígena i africana. L'excepció són El Salvador i Belize, que són els altres dos països que no limiten ni amb el Pacífic ni amb el Carib. Tanmateix, les seves cuines encara posseeixen una fusió de les tres cuines a causa de la seva pròpia història diversa i de la demografia dels seus països veïns.
Els aliments bàsics de la cuina de la zona del Pacífic i del Carib són l'arròs, el blat de moro, els fesols, el plàtan, la iuca o la carn. També destaquen l'alvocat, el cacau, el coco, el cacauet, els bitxos i les espècies marines, entre altres ingredients. L'arròs s'acompanya de carn (porc, vedella i pollastre) o marisc. Els plats barrejats amb arròs són habituals a tota la regió; un exemple és el gallopinto. Les costes del Carib de l'Amèrica Central també fan un ús més intens de plats que contenen coco (llet, oli, etc.).
Els plats típics d'Amèrica Central inclouen, per exemple, el tapado (sopa de llet de coco), els tacos, els tamales (farcellets de fulles farcits d'arròs molt), els casados de Costa Rica, la pupusa i el curtido d'El Salvador, la ropa vieja i el chicheme de Panamà, el jocón de Guatemala, el pastís tres leches de Nicaragua o la baleada d'Hondures. De Belize destaquen la sopa de cargol marí (conch soup) i els pastissos de fruita.

## Per països
- Gastronomia de Belize
- Gastronomia de Costa Rica
- Gastronomia d'El Salvador
- Gastronomia de Guatemala
- Gastronomia d'Hondures
- Gastronomia de Nicaragua
- Gastronomia de Panamà